# The Kid and the Cowboy
The Kid and the Cowboy è un cortometraggio muto del 1919 diretto da B. Reeves Eason.

## Produzione
Il film fu prodotto dall'Universal Film Manufacturing Company.

## Distribuzione
Distribuito dall'Universal Film Manufacturing Company, il film - un cortometraggio in due bobine - uscì nelle sale cinematografiche USA il 6 dicembre 1919.